# Maple
Maple è un pacchetto applicativo matematico commerciale ad uso generico. Fu sviluppato per la prima volta nel 1981 dal Symbolic Computation Group all'Università di Waterloo, Canada.
Dal 1988, è stato sviluppato e venduto dalla Waterloo Maple (conosciuta anche come Maplesoft), una compagnia canadese che ha sede a Waterloo, Ontario.

## Introduzione
Maple combina un linguaggio di programmazione con un'interfaccia che consente agli utenti di scrivere formule matematiche usando la notazione matematica tradizionale. La maggior parte delle funzioni di Maple sono scritte nel linguaggio Maple, che è interpretato dal kernel di Maple, il quale è scritto in C.
Il linguaggio di programmazione Maple è un linguaggio di programmazione interpretato a tipizzazione dinamica. Le espressioni simboliche sono memorizzate come grafi orientati aciclici. A partire da Maple 6 il linguaggio consente l'uso di variabili locali.

## Storia
La prima idea di Maple nacque da un incontro avvenuto nel novembre 1980 nell'Università di Waterloo. I ricercatori della università volevano realizzare un computer abbastanza potente da consentire l'esecuzione di Macsyma. Invece, decisero di sviluppare un proprio sistema di algebra computazionale in grado di funzionare su computer poco costosi. Il progetto quindi iniziò con l'obiettivo di creare un sistema algebrico simbolico accessibile ai ricercatori e agli studenti.
Lo sviluppo iniziale di Maple procedette molto velocemente, con la prima versione limitata che fece la sua comparsa nel dicembre del 1980. I ricercatori lo testarono e scartarono diverse idee creando un sistema in continua evoluzione. Maple venne presentato per la prima volta nelle conferenze che iniziarono nel 1982.
Alla fine del 1983, Maple era installato sulle macchine di oltre 50 università. Grazie al gran numero di richieste di supporto e di licenza, nel 1984, il gruppo di ricerca si accordò con WATCOM Products Inc per creare una licenza e distribuire Maple.
Nel 1988, a causa delle crescenti richieste di supporto, venne fondata la Waterloo Maple Inc. L'obiettivo originario della compagnia era gestire la distribuzione del software. Alla fine, la compagnia si ingrandì al punto da avere un dipartimento di ricerca e sviluppo, dove tuttora si sviluppa la maggior parte di Maple. Lo sviluppo di Maple continua nei laboratori di ricerca dell'università tra cui: il Symbolic Computation Laboratory dell'Università di Waterloo University of Waterloo, l'Ontario Research Centre for Computer Algebra dell'University of Western Ontario e i laboratori di altre università in tutto il mondo.
Nel 1989 venne sviluppata la prima interfaccia grafica per Maple e venne inclusa nella versione 4.3 per Macintosh. Le precedenti versioni di Maple includevano solamente una interfaccia a riga di comando e uscita grafica bidimensionale. Le versioni per X11 e Windows della nuova interfaccia seguirono in Maple V nel 1990.
Nel 2003 con Maple 9 venne introdotta l'attuale interfaccia "standard". Questa interfaccia venne dapprima scritta in Java, sebbene delle porzioni, come le regole per scrivere formule matematiche, erano scritte in linguaggio Maple. La nuova interfaccia fu criticata per l'eccessiva lentezza, e per questa ragione Maplesoft ha continuato a includere la precedente interfaccia "classica" mentre lavorava per incrementare le prestazioni e le caratteristiche della nuova interfaccia.
Nel 2005 Maple 10 ha introdotto una nuova "modalità documento", come parte dell'interfaccia standard. La caratteristica principale di questa modalità è che la formule vengono inserite utilizzando un input bidimensionale, come se fosse una formula in un libro.

## Origine del nome
Il nome Maple fa riferimento al simbolo del Canada, l'acero.

## Esempio di codice Maple
Calcolare {\displaystyle \int \cos \left({\frac {x}{a}}\right)dx}.

```
int(cos(x/a), x);
```

Risposta: {\displaystyle a\sin \left({\frac {x}{a}}\right)}
Calcolare la radice di un'equazione {\displaystyle e^{x}=x^{2}+2} partendo dal punto {\displaystyle x=-1}.

```
evalf(RootOf(exp(x)=x^2+2,x,-1));
```

Risposta: {\displaystyle 1.319073677}
Calcolare la soluzione esatta dell'equazione differenziale ordinaria {\displaystyle {\frac {d^{2}y}{dx^{2}}}(x)-3y(x)=x} con le condizioni iniziali {\displaystyle y(0)=0,\quad \left.{\frac {dy}{dx}}\right|_{y=0}=2}

```
dsolve( {diff(y(x),x,x) - 3*y(x) = x, y(0)=0, D(y)(0)=2}, y(x) );
```

Risposta: {\displaystyle y(x)={\frac {7}{18}}e^{{\sqrt {3}}x}{\sqrt {3}}-{\frac {7}{18}}e^{-{\sqrt {3}}x}{\sqrt {3}}-{\frac {1}{3}}x}
Mettere in grafico {\displaystyle x^{2}+y^{2}} con {\displaystyle x} e {\displaystyle y} che variano da -1 a 1

```
plot3d(x^2+y^2,x=-1..1,y=-1..1);
```

## Versioni precedenti[1]
- Maple 2016: 2 marzo, 2016
- Maple 2015: 2015
- Maple 18: 2014
- Maple 17: 2013
- Maple 16: 28 marzo, 2012
- Maple 15: 13 aprile, 2011
- Maple 14: 29 aprile, 2010
- Maple 13: 28 aprile, 2009
- Maple 12: 6 maggio, 2008
- Maple 11: 21 febbraio, 2007
- Maple 10: 10 marzo, 2005
- Maple 9.5: 15 aprile, 2004

- Maple 9: 30 giugno, 2003
- Maple 8: 16 aprile, 2002
- Maple 7: 1º giugno, 2001
- Maple 6: 6 dicembre, 1999
- Maple V R5: 1º novembre, 1997
- Maple V R4: gennaio, 1996
- Maple V R3: 15 marzo, 1994
- Maple V R2: novembre 1992
- Maple V: agosto, 1990
- Maple 4.3: marzo, 1989
- Maple 4.2: dicembre, 1987
- Maple 4.1: maggio, 1987

- Maple 4.0: aprile, 1986
- Maple 3.3: marzo, 1985 (prima versione disponibile pubblicamente)
- Maple 3.2: aprile, 1984
- Maple 3.1: ottobre, 1983
- Maple 3.0: maggio, 1983
- Maple 2.2: dicembre, 1982
- Maple 2.15: agosto, 1982
- Maple 2.1: giugno, 1982
- Maple 2.0: maggio, 1982
- Maple 1.1: gennaio, 1982
- Maple 1.0: gennaio, 1982

## Utilizzo del motore Maple
- Maple T.A., Maplesoft sta testando una suite online che utilizza Maple per creare algoritmicamente domande e risposte per esami scolastici.
- MapleNet consente agli utenti di creare pagine JSP e Java applet. MapleNet 10 consente inoltre agli utenti di caricare e lavorare con i worksheet di Maple che contengono elementi interattivi.
- Le versioni di MathCad pubblicate tra il 1994 e il 2006 includevano un motore algebrico derivato da Maple (MKM, aka Mathsoft Kernel Maple).
- Il Symbolic Toolbox di MATLAB conteneva una parte del motore di Maple 8, ora sostituita da MuPAD.
- L'editor matematico Scientific Notebook può utilizzare Maple e MuPAD per effettuare operazioni algebriche.

## Versioni disponibili
Maplesoft vende edizioni di Maple sia per studenti che professionali, con una consistente differenza di prezzo (139,00 $USA e 1.995,00 $USA, rispettivamente).
Le recenti edizioni per studenti (dalla versione 6 in poi) non hanno delle limitazioni computazionale quanto piuttosto hanno minore documentazione cartacea. Ciò è simile alla differenza tra le edizioni studenti e professionali di Mathematica.
Nelle versioni precedenti la 6, l'edizione per studenti aveva le seguenti limitazioni computazionali:
- Un massimo di 100 cifre in virgola mobile per i calcoli e per i risultati a video.
- Una dimensione massima di 8000 (in linguaggio macchina o oggetti contenuti) per ogni oggetto algebrico.
- Un massimo di 3 dimensioni per gli array.